# Министерство здравоохранения и народонаселения Египта
Министерство здравоохранения и народонаселения (Египет) отвечает за здоровье и население в Египте. Штаб-квартира находится в Каире. Ашраф Хатем является нынешним министром, вступившим в должность 22 февраля 2011 года. Бывший министр профессор Хатем Эль-Габалы был назначен министром здравоохранения Египта в декабре 2005 года.